# Warmaster
Warmaster – figurkowy system gier bitewnych w skali 10 mm, wydany przez angielską firmę Games Workshop.
Świat gry osadzony jest w uniwersum gry Warhammer. Figurki są mniejsze od tych używanych w grze Warhammer Fantasy Battle. Niektórzy uważają, że Warmaster lepiej oddaje możliwości taktyczne na polu bitwy.